# Камея
Камея се нарича разновидност на гемата и представлява бижутерско изделие или украшение, вид гравюра, изработена като изпъкнал релеф, издялан от скъпоценен камък, обикновено от халцедон или оникс, но също така и от вулканичен камък или раковина, а поради различните нюанси (цветни слоеве) на материала, изпъкналата част обикновено изглежда по-светла от вдлъбналата част на гравюрата.
За разлика от камеята, при инталията или гемата мотивът бива врязван в дълбочина в камъка. В сравнение с гемите, камеите често имат по-представителен вид. Те са били особено ценени бижутерски камъни, които рядко се поставяли на пръстени, а по-скоро намирали приложение в разни други бижута като например обеци, диадеми, синджири за врат и гърдите и т. н. Те са можели да се използват и за обков на бижутерски кутийки и декорация на жилищни помещения, особено за онези, които е трябвало да предпазени от бедствия и урочасване чрез изобразяване на образа на горгона Медуза.
Камеите са известни още от 4 век пр.н.е. През Ренесанса, както и през 17-ти и 18 век, те са достигнали разцвета си. Техниката на производство на камеите идва от птолемеевата Александрия. Оттам тя завладяла елинистичния, а по-късно и римския свят, но никога не достига разпространението и популярността на гемите.
Съществуват различни предания за произхода на термина, като напр. от персийската дума chumahäu; в средновековния латински език се среща думата camahatus, в италианския chama, означаваща черупка или мида, която произхожда от обозначението на раковинните кемии. В немскоговорещите територии от 14 век нататък се използват различни производни думи: gamah, gammaho, gämahü, gamähinstein, gamaphe, camache, camaie, camme, cammée – в крайна сметка от тях произлиза думата Gemme (немската дума за гема).
- Антична камея на император Август (от индийски сардоникс) като централен скъпоценен камък върху кръста Лотар I, в съкровищницата на Аахенската катедрала
- Гема августея в Музея на историята на изкуството във Виена
- Гранд Каме дьо Франс (Голямата камея на Франция), Париж, Кабинет на медалите (Монетна и антична колекция на Френската национална библиотека)
- Италианска камея, от средата на 16 век, днес в Париж, Кабинет на медалите
- Алегория на пролетта. Камея от оникс, от Джузепе Жиромети. Париж, Кабинет на медалите
- Оникс от Шафхаузен
- Ренесансова камея на африкански крал, XVI век, Италия (?), днес в Париж, Кабинет на медалите
- Жена, носеща камея на шията
- Император Август
- Камея на Птоломей II
- Камея, врязана в раковина на тигрова ципрея
- Камея „Безсмъртна любов“, фирма Асчионе, издялана от Cassis madagascariensis, направена от Джовани Асчионе, 1925 г., Неапол, Музей на коралите

## Виж също
- гема
- инталия

|  | Тази страница частично или изцяло представлява превод на страницата Kamee и страницата „Камея“ в Уикипедия на немски и руски език. Оригиналните текстове, както и този превод, са защитени от Лиценза „Криейтив Комънс – Признание – Споделяне на споделеното“, а за творби, създадени преди юни 2009 година – от Лиценза за свободна документация на ГНУ. Прегледайте историята на редакциите на оригиналните страници тук и тук, за да видите списъка на техните съавтори. ВАЖНО: Този шаблон се отнася единствено до авторските права върху съдържанието на статията. Добавянето му не отменя изискването да се посочват конкретни източници на твърденията, които да бъдат благонадеждни. |